# Highland Society of London
Die Highland Society of London ist eine wohltätige Organisation im Vereinigten Königreich, die sich für die Förderung und Unterstützung der Traditionen und Kultur der schottischen Highlands einsetzt.

## Geschichte
Die Highland Society of London wurde am 28. Mai 1778 im Spring Garden Coffee House in London durch 25 Schotten gegründet. Der erste Präsident war Simon Fraser of Lovat. 1782 wirkte die Gesellschaft an der Aufhebung am Disarming Act mit und erreichte ab 1784 die Wiederherstellung von enteigneten Ländereien in den Highlands. Sie gründete 1815 das Royal Caledonian Asylum, um bedürftige Kinder mit Hochlandabstammung, die in London leben, zu unterrichten.
Die Gesellschaft wurde durch Parlamentsbeschluss im Jahr 1816 (Highland Society of London Act 1816) anerkannt. Seit 1965 ist sie eine anerkannte wohltätige Organisation durch die Charity Commission of England and Wales.

## Tätigkeiten
Die Highland Society of London ist eine eingetragene wohltätige Organisation.
Die Gesellschaft vergibt finanzielle Zuschüsse an eine Reihe verwandter Wohltätigkeitsorganisationen und Einrichtungen, die die Traditionen und Kultur der Highlands fördern und unterstützen. Dies erfolgt im Allgemeinen auf Grundlage von Empfehlungen der Mitglieder an den Verwaltungsausschuss.
Seit 2017 verleiht die Highland Society den „Highland Book Prize“, der die besten veröffentlichten Werke, die die Landschaft und die kulturelle Vielfalt der schottischen Highlands würdigt.
Zudem verleiht die Highland Society seit 2022 den „Highland Art Prize“.